# Historisches Museum Olten
Das Historische Museum Olten besteht seit 1902 als eine Kulturinstitution der Stadt Olten im Kanton Solothurn, Schweiz. Es erfüllt die Aufgaben eines regionalen Geschichtsmuseums und zugleich des historischen Stadtmuseums von Olten. Es ist Mitglied im Verband der Museen der Schweiz VMS, im Verband der Museen des Kantons Solothurn und im Verein Museums-PASS-Musées.

## Geschichte
Das von Bürgern der Stadt um den Spitalarzt Max von Arx gegründete Museum war zuerst im kurz zuvor gebauten Frohheimschulhaus von Olten untergebracht. 1932 bezog es grössere Räume im durch Fritz von Niederhäusern neu errichteten Mehrzweckgebäude im Stadtzentrum an der Konradstrasse. Im gleichen Bauwerk befanden sich ursprünglich auch das Feuerwehrmagazin, Abteilungen der Stadtschulen und Büroräume städtischer Verwaltungsabteilungen.

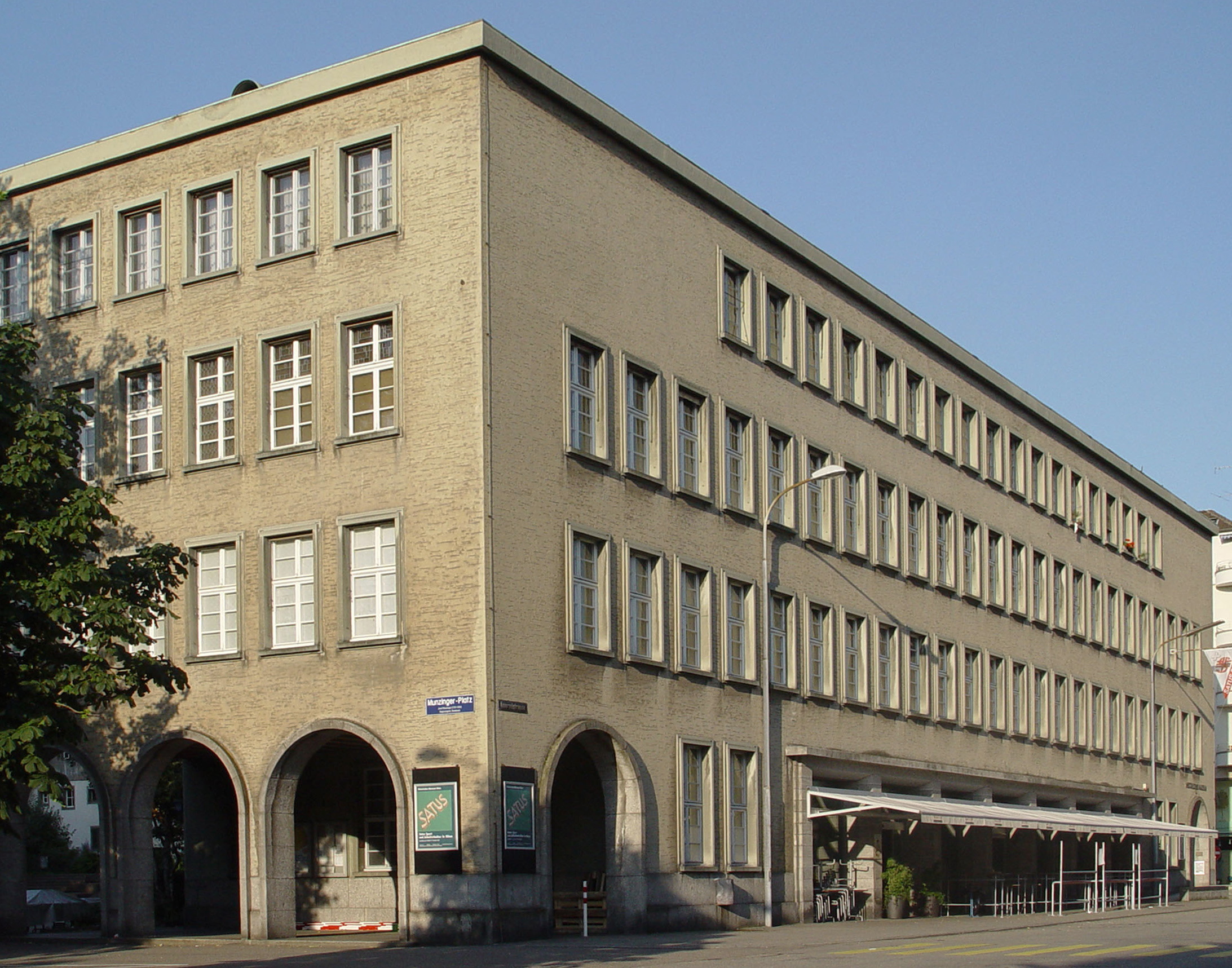
Historisches Museum Olten, Konradstrasse, Olten

Für seine rasch wachsenden Sammlungen benützte das Museum später verschiedene externe Depoträume. Das im Museum aufbewahrte Kulturgut stammt von Privatpersonen, Vereinen, Firmen und Behörden und dokumentiert die Sozial- und Wirtschaftsgeschichte der Region Olten seit dem Spätmittelalter.
Um 1980 richtete das Museum unter der Projektleitung von Hans Brunner und von Hugo Schneider (für den archäologischen Bereich) moderne Dauerausstellungen ein, die mit einem Museumspreis ausgezeichnet wurden.
Schon früh erhielt das Museum Bodenfunde, die im 19. und 20. Jahrhundert auf Baustellen in Olten zum Vorschein gekommen waren. Dazu gehören zahlreiche Fundmünzen. Mehrmals organisierte das Museum auch selbst archäologische Ausgrabungen, so zum Beispiel kurz nach 1930 auf der Burgruine Frohburg oberhalb der Nachbargemeinde Trimbach SO. Diese Tätigkeit hörte nach der Gründung der Kantonsarchäologie Solothurn (um 1970) auf. Aus der ehemaligen Abteilung für Archäologie des Historischen Museums Olten entwickelte sich vor kurzem das eigenständige Archäologische Museum Kanton Solothurn, das von der Kantonsarchäologie Solothurn geführt wird.

## Sammlung

### Sozialgeschichte

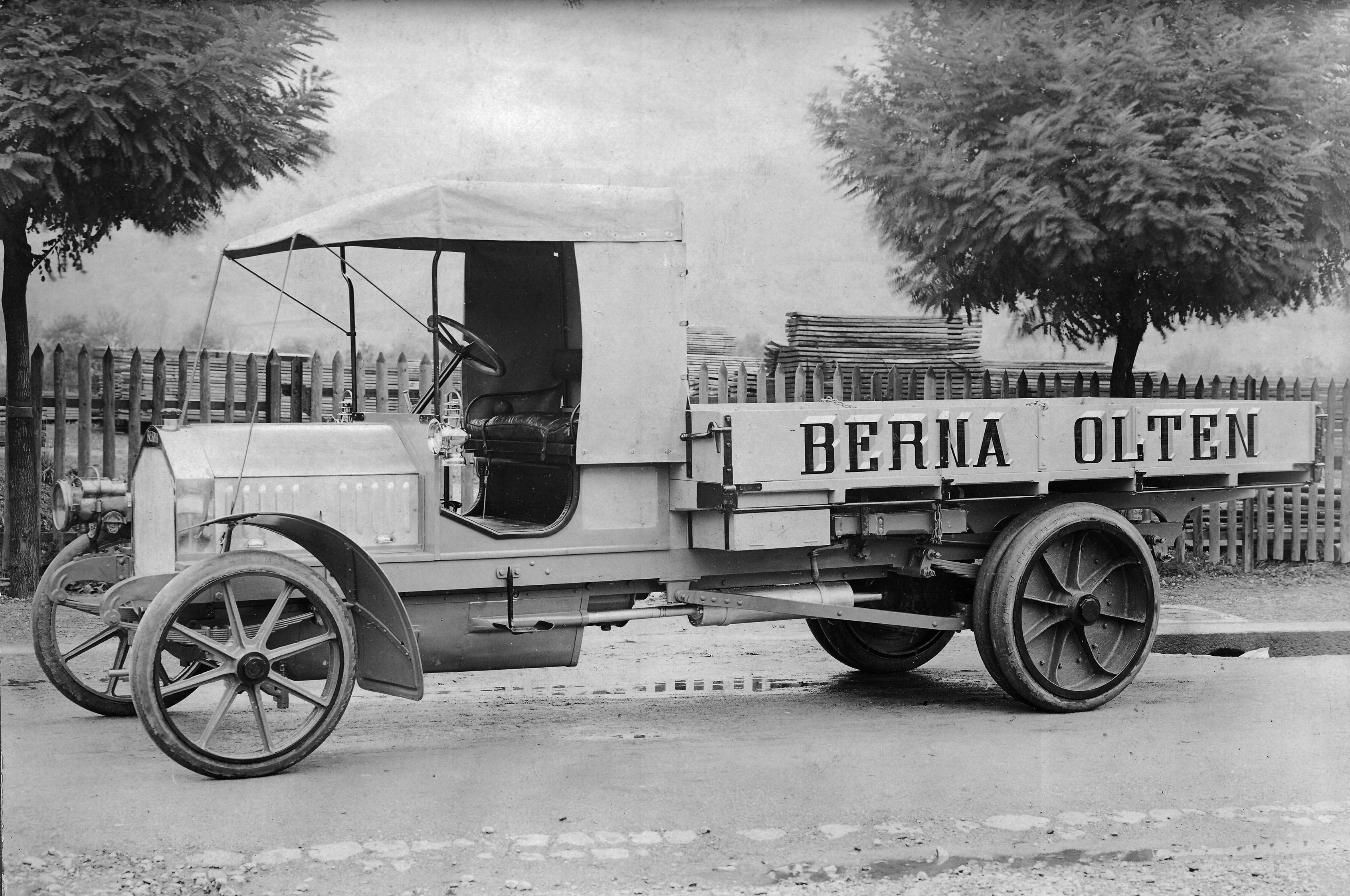
Fotosammlung: Nutzfahrzeug Berna um 1910

Das Museum besitzt umfangreiche kulturgeschichtliche Bestände mit Objekten aus der Stadtgeschichte von Olten und aus verschiedenen Gemeinden des Kantons Solothurn sowie mehrere thematische Sammlungsgruppen. Sammlungsschwerpunkte sind der Bevölkerungs- und der Wirtschaftsgeschichte der Region Olten gewidmet. Im Allgemeinen handelt es sich beim Museumsmaterial um Gegenstände aus dem Privatbesitz von Familien aus Olten, Objekte von Oltner Gewerbebetrieben und Unternehmen und Dinge aus der Eisenbahngeschichte. Dokumente, persönliche Objekte und Fotografien des Eisenbahningenieurs Niklaus Riggenbach, der im 19. Jahrhundert die Werkstätte der Schweizerischen Centralbahngesellschaft in Olten leitete, sind für die Technikgeschichte der Region wertvoll.

### Wirtschaftsgeschichte
Wegen der grossen Bedeutung der Wirtschafts- und der Verkehrsgeschichte für die Stadt Olten hat das Historische Museum Olten bedeutende Sammlungen von Industriekulturgut gebildet. Beispiele sind Objektserien des ehemaligen Handelsunternehmens Usego, des Nutzfahrzeugkonstrukteurs Berna (Olten), der von den englischen Fabrikanten Lever Brothers gegründeten Waschmittelfabrik Sunlight und der PCO Portlandcementwerke Olten AG.

### Kulturgeschichte
Verschiedene kulturgeschichtliche Spezialsammlungen ergänzen die Museumssammlung, vor allem die einzigartigen Bestände von historischem Trachtenschmuck, von Keramik aus dem Kanton Solothurn und von auswärtigen Produktionsstätten sowie von frühen Beleuchtungsgeräten und eine umfangreiche Münzensammlung.

### Historische Fotografie
Im Verlauf der Zeit erhielt das Museum grosse Sammlungen von historischer Fotografie. Dazu gehören neben Porträtfotografien des 19. und 20. Jahrhunderts zahlreiche Serien von Industriefotografie und ganze Archivbestände von Berufsfotografen aus der Stadt Olten und dem Kanton Solothurn. Bedeutende Urheber der Fotografiesammlung sind neben anderen Emil Werner, Paul Does, Friedrich Aeschbacher, Fritz Stüssi, Werner Rubin, Roland Schneider, Franz Gloor und Thomas Ledergerber.

## Bildung und Vermittlung
Das Museum organisiert jährlich Sonderausstellungen zu historischen Themen der Stadt Olten und des Kantons Solothurn. Grössere Ausstellungen der letzten Jahre waren:
- Die Stadt Olten im Ersten Weltkrieg (2014), Projekt im Rahmen des internationalen Netzwerks Museen
- Moderne Architektur im Kanton Solothurn 1940 bis 1980 (2013)[1]
- Von Roll Eisenwerk (2013)
- Fotografie der Gegenwart am Jurasüdfuss (2012)
- Ritter vom Jura – Die Grafen von Frohburg (2011)
- Glaubensbilder – Lebensbilder. 150 Jahre Evangelisch-reformierte Kirchgemeinde Olten (2009)
- Stadtbilder. Friedrich Aeschbacher und Werner Rubin (2009)[2]
- Velofahren im Aareland (2007)
- Flugpioniere über dem Born (2007)
- Spurensuche: 100 Jahre USEGO Union Schweizerische Einkaufsgesellschaft Olten (2007)[3]
- 150 Jahre Eisenbahn in Olten (2006)[4]

Das Museum publiziert regelmässig Schriften zur Stadtgeschichte von Olten, zu den Sonderausstellungen und zu seinen Sammlungsbeständen.
Das Jahresprogramm umfasst Bildungsangebote für Erwachsene und für Jugendliche. Dabei nehmen fotodidaktische Kurse einen bedeutenden Platz ein.